# 財団法人日本漢字能力検定協会公式ソフト 200万人の漢検 とことん漢字脳
『財団法人日本漢字能力検定協会公式ソフト 200万人の漢検 とことん漢字脳』（ざいだんほうじん にほんかんじのうりょくけんていきょうかいこうしきソフト 200まんにんのかんけん とことんかんじのう）は、2006年11月9日にIEインスティテュートから発売されたニンテンドーDS用ソフト。
DS版の続編やWii版も発売された。

## 概要
財団法人日本漢字能力検定協会が企画した、漢字検定公式ソフト。10級から1級まで、すべての級に対応している。準1級と1級はまとめて扱われる。
本体は横に持って操作する。なお、利き手機能で左利きにも対応している。

## 内容

### 今日の一問
ゲームを始めると、一日一問、漢検の過去問題が出題される。また、ゲームを進めていくうちに「全問アタック」という項目が追加される。全問アタックは、今日の一問の問題全800問を間違えないでクリアするゲーム。

### 漢字力チェック
漢字検定の各級の過去問題で模擬試験を行い、合否判定ができる。書き問題、読み問題、その他の問題の3種類の問題がそれぞれ5問ずつ出題され、一定基準以上正解すると合格となる。

### 学習
各級の過去問題をジャンルごとに学習し、トレーニングできる。以下の内容が収録されている。
- 書き取り
- 即読み漢字
- 筆順
- 画数
- 送りがな
- 三字・四字熟語
- 熟語の構成
- 誤字さがし

通常学習
制限時間30秒で、残り10秒前になるとヒントが表示される。解答にかかった時間や、正解・不正解によりオーブポイントを獲得できる。
反復練習
制限時間がなく、何度も練習できる。
弱点克服
間違えた問題をもう一度練習する。

### ミニゲーム
- 対戦！同じ画数はどれ？
- 協力！熟語で相性診断！

## シリーズ作品
- 財団法人日本漢字能力検定協会公式ソフト 250万人の漢検新とことん漢字脳47000+常用漢字字典四字熟語辞典（2007年11月1日発売）
対応機種：ニンテンドーDS
- 財団法人日本漢字能力検定協会公式ソフト 250万人の漢検Wiiでとことん漢字脳（2008年7月31日発売）
対応機種：Wii
ニンテンドーDSコントローラー対応
- 財団法人日本漢字能力検定協会公式ソフト 250万人の漢検プレミアム 全級全漢字完全制覇（2009年4月23日発売）
対応機種：ニンテンドーDS
ダウンロードプレイとワイヤレスプレイ未対応
- 財団法人日本漢字能力検定協会協力 漢検DSトレーニング（2010年10月14日発売）
対応機種：ニンテンドーDS
ニンテンドーDSiカメラ対応
ダウンロードプレイ未対応